# 奇瑞汽車
奇瑞汽車（チェリー・オートモービル、きずいきしゃ、Qirui Qiche、英語表記：Chery Automobile）は、中華人民共和国の自動車メーカーである。正式名称は奇瑞汽车股份有限公司。蕪湖市政府が所有する地方国有企業である。
第一汽車、東風汽車、上海汽車、長安汽車と共に、中国自動車メーカー「ビッグ5」の内の1社である。

## 概要

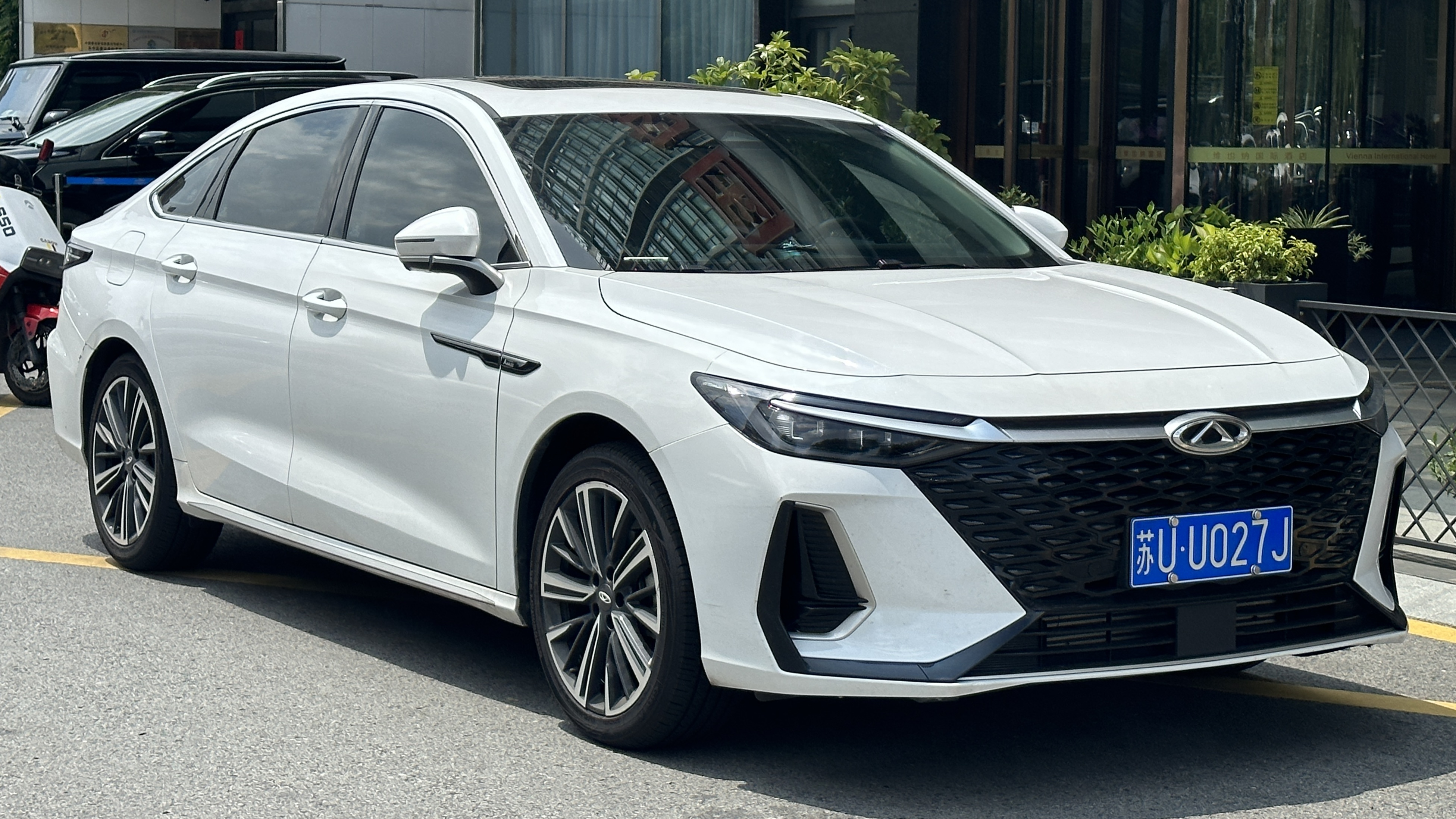
Chery Arrizo 8

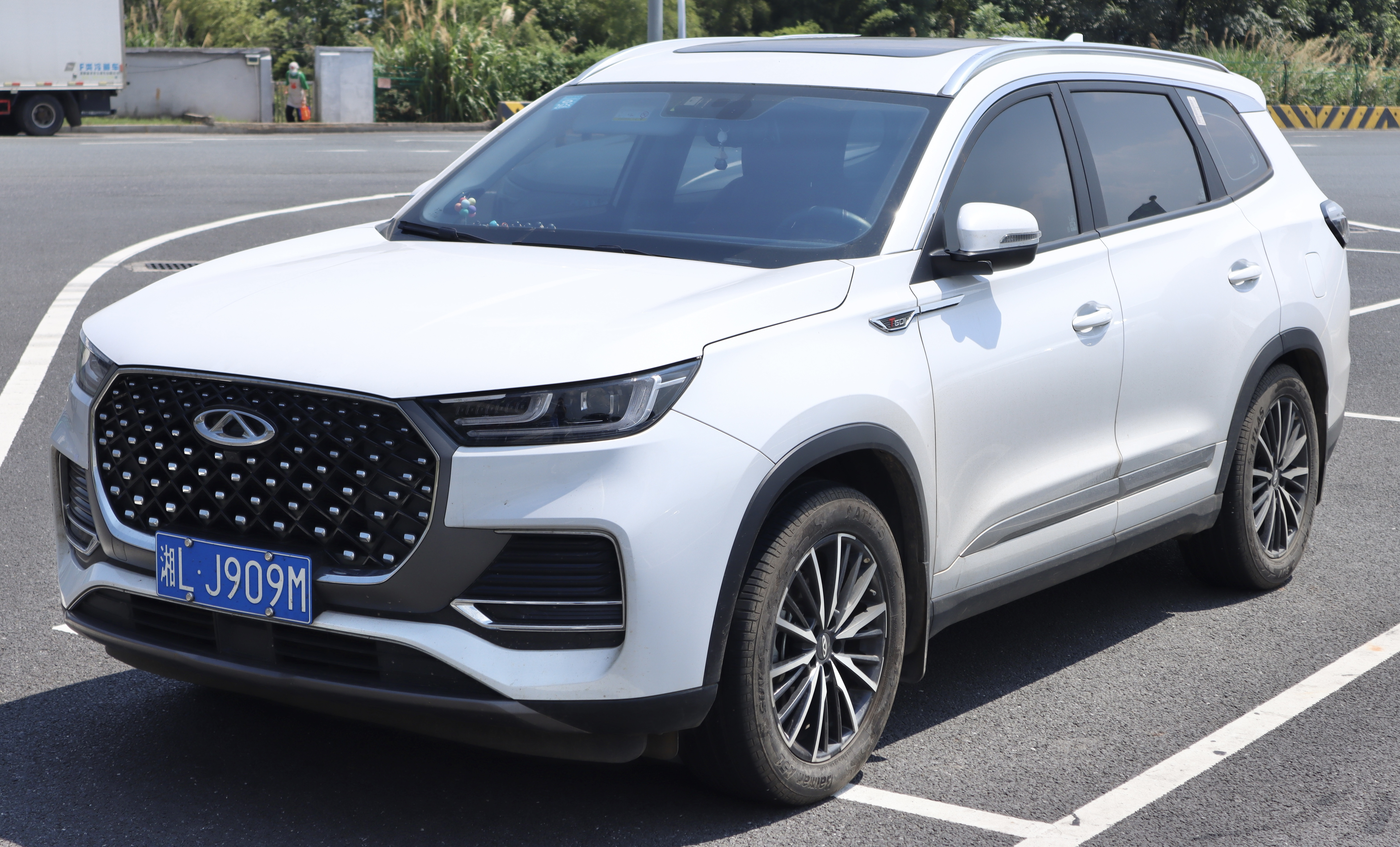
Chery Tiggo 8 Plus

安徽省および同省蕪湖市政府の出資によって1997年に設立された。会長兼社長は尹同耀(ユン・トンヤオ)。
中国国内の自主ブランドメーカーとして、最も早く製品の海外輸出を始めている。2023年の世界販売台数は188万台で過去最高を更新したが、うち約半数の93万台を海外市場で販売した。2022年時点で80の国と地域で1,500余りのディーラーとサービス拠点を有しており、10拠点の海外工場がある。
乗用車の主要ブランド「Chery」に加え、「Exeed」「Luxeed」「Jetour」といったプレミアムブランドを展開する。
奇瑞の英語表記である Chery は英単語の「Cherry」に由来する。中国語で「奇」には「とりわけ」、「瑞」には「万事めでたく順調」の意味があり、「とりわけ万事めでたく順調」という意味になる。

## 歴史
1997年3月18日設立。1999年からセアト・トレドのライセンス生産で自動車生産を開始した。
奇瑞汽車は設立当初、自動車生産のライセンスを持たず、中国国内で自動車を販売することができなかった。そのため2001年に自社株の20 %を上海汽車（SAIC）に譲渡する。替わりにSAICから生産のライセンスを取得する予定だったが、SAICは2003年に奇瑞との関係を解消する。
この背景にはSAICと合弁事業を展開するゼネラルモーターズとの間でのデザイン盗用問題があると考えられている。具体的には奇瑞が発売した「QQ」と「東方之子」のデザインが、それぞれGM大宇製のシボレー・スパークとシボレー・エピカに酷似している点、及び、奇瑞の英語名のCheryがシボレーの愛称のChevyと一字しか違わない点が問題とされた。この問題で、2003年にGMは奇瑞を2度告発している。
その後、奇瑞の株主構成が変更され、2004年9月23日に生産ライセンスを取得した。同時に社名を上汽奇瑞汽車から奇瑞汽車有限公司に変更した。
2006年3月28日、生産50万台目に当たる車両が完成し、2007年には中国でのシェアを第5位にまで上げ、前年シェア3位の現代-起亜自動車グループを上回った。
2000年代後半は北米や欧州進出計画も進められた。2007年から米国のマルコム・ブリックリンが設立したビジョナリー・ビークルズ社を通じて奇瑞車の北米販売が計画されていたが、ディーラーが集まらなかった為、撤回された。なお、ブリックリンは1967年から1971年にかけてのスバル360の輸入、1970年代のスポーツカー、「Bricklin SV-1」の製造、1980年代のユーゴスラビア産の小型車「ユーゴ」の販売でも知られている。
同年には、クライスラーと米国向け小型車の供給提携や、フィアットと合弁事業に関する覚書も締結したが、景気低迷の影響もありいずれも計画が凍結された。一方で、イスラエル・コーポレーションとの合弁で設立した「Chery Quantum Automotive Corporation（後のQoros Auto）」を通じて欧州市場志向のブランド開発を進めたものの、生産規模は限定的にとどまった。
2010年代には、ブラジルに進出するためサンパウロ州に「ブラジル・チェリー社」を設立。2014年、年間5万台の生産能力を有する自動車工場を建設して生産を開始したものの、ブラジル国内の景気減速局面に遭い生産台数が1万台に届かない状況となった。2017年にはブラジル・チェリー社の株式50%をブラジルの自動車企業カオア社に売却、「CAOA Chery」として再編し、現在もブラジル国内生産・販売を継続している。
2024年、奇瑞汽車は中国の自動車メーカーとして初めて欧州で乗用車の現地生産を開始した。スペインの新興メーカー「エブロEVモーターズ」との合弁。

## ブランド
奇瑞汽車は中国国内外でターゲットを細分化して多くのブランド・サブブランドを展開している。

### Chery（奇瑞）
メインブランド。SUVの「Tiggo」やセダンの「Arrizo」などを展開する。

### Exeed（星途）
2017年に設立された高級路線ブランドで、複数のSUVを展開する。BMWやヨーロッパ・マツダでデザイナー歴のあるケビン・ライスがデザインを手掛ける。

### Jetour（捷途）
2018年に設立。ファミリー層向けに車内空間を重視したSUV「Jetour Traveller」などを展開する。

### iCAR
2023年に設立。若年層ターゲットのオフロードEVに特化したブランド。

### Luxeed（智界）
2023年にファーウェイと協業で設立されたブランド。「HarmonyOS」を搭載したEVセダン「智界R7」などを展開する。

### Omoda（欧萌达）
2022年に設立された海外向けブランド。特に若年層をターゲットとし、デザインとファッション性を重視したクロスオーバーSUVブランド。ガソリン車、PHEV、BEVを展開。

### Jaecoo（捷酷）
2023年に設立された海外向けブランド。オフロード性能に重点を置いたSUVに特化した高級ブランド。

### LEPAS
2025年に設立された海外向けブランド。都市部のエリート層をターゲットとした高級電動SUVを展開する。

### Karry（開瑞）
商用車（バンや小型トラック）に特化したブランド。

## 主な車種の一覧

### Tiggo（瑞虎）

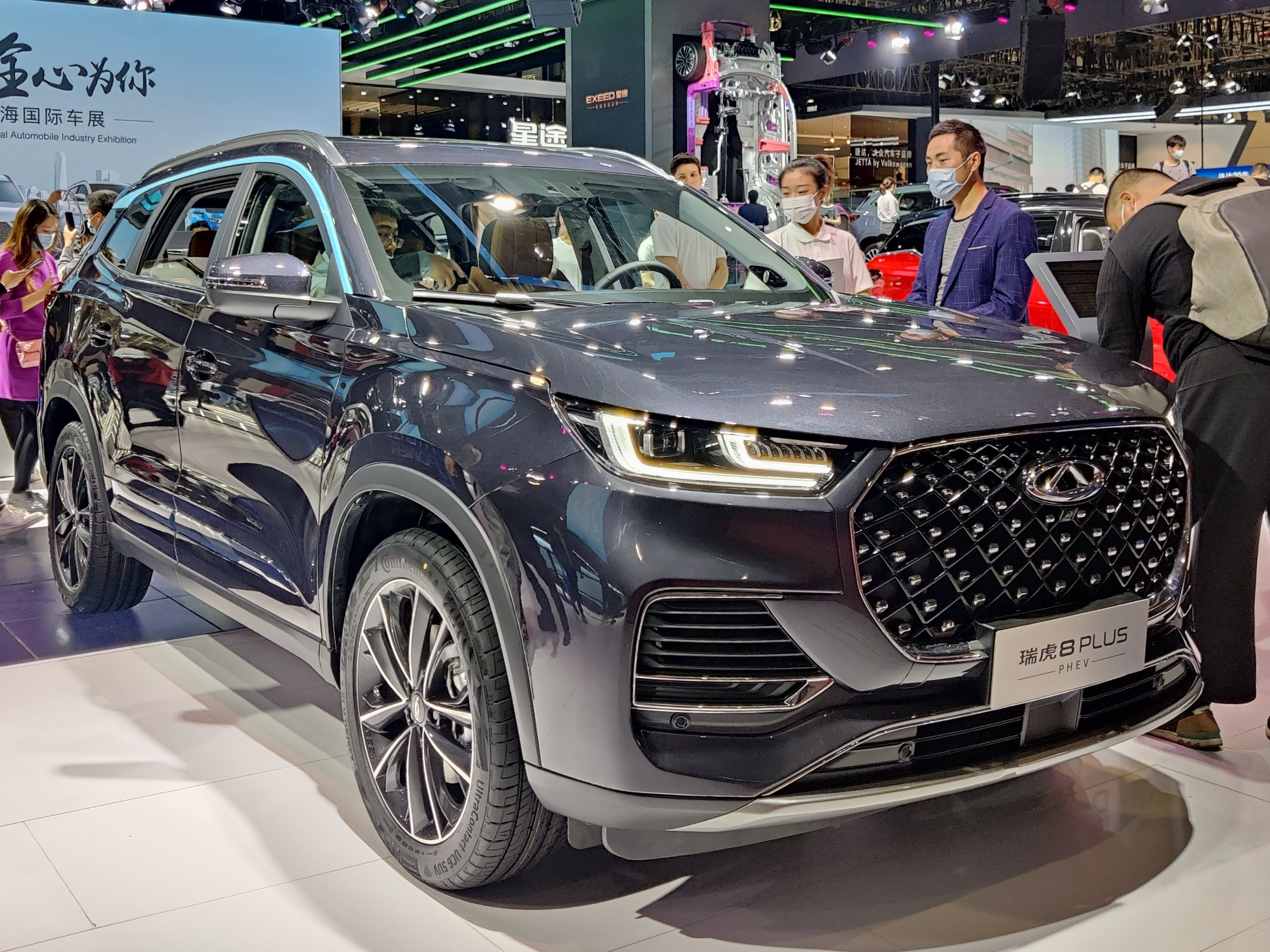
Tiggo 8
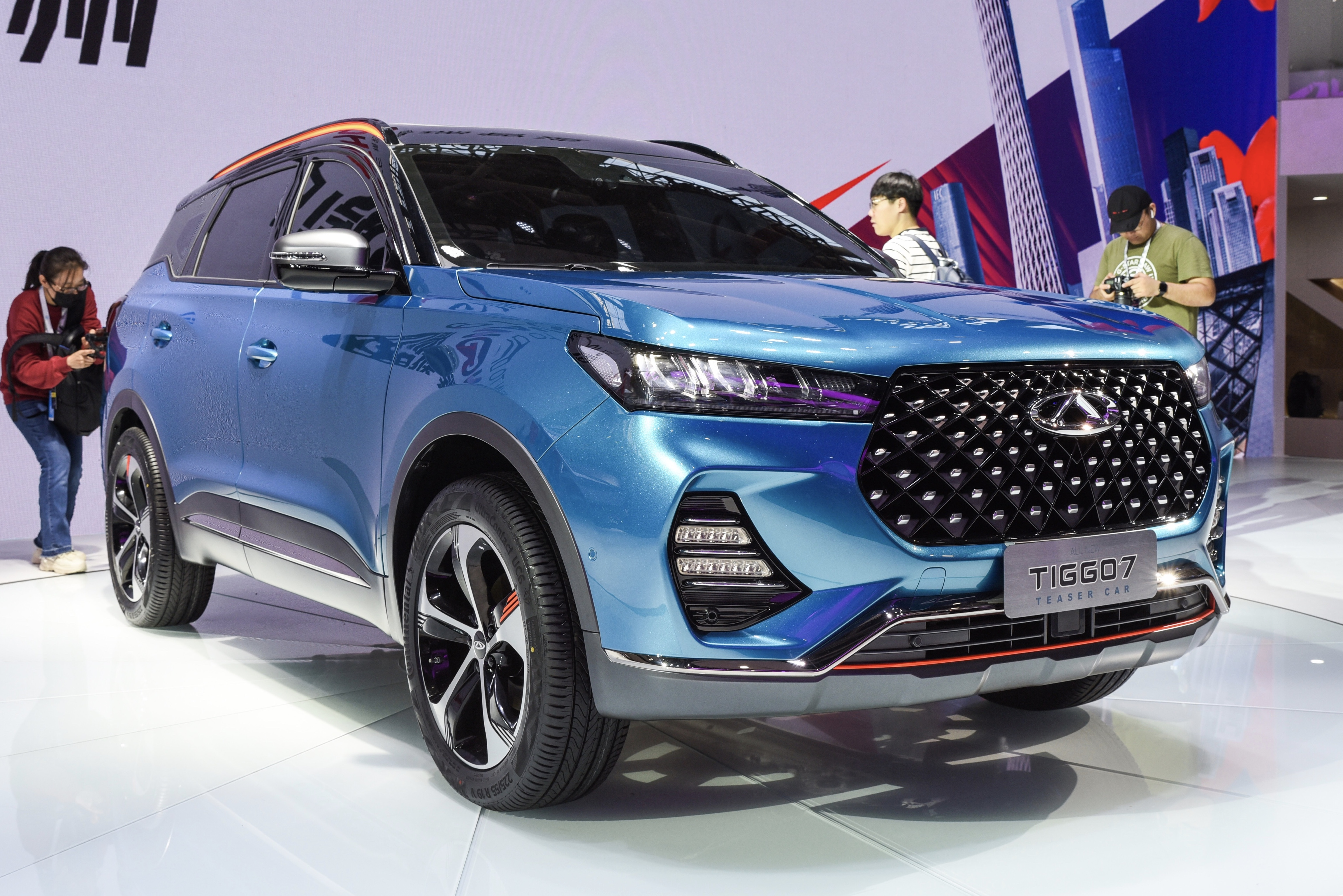
Tiggo 8 Plus
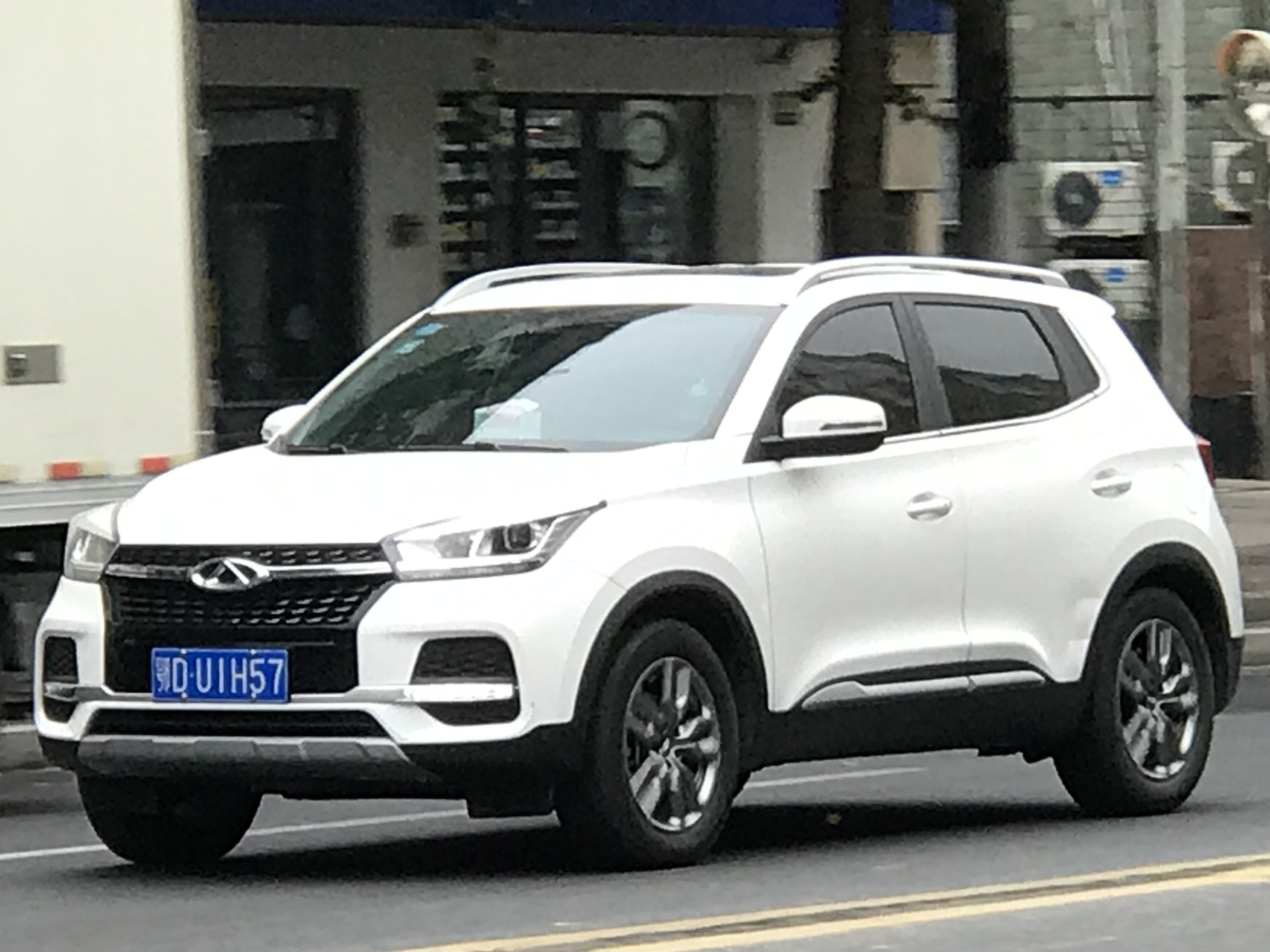
Tiggo 8 Kunpeng
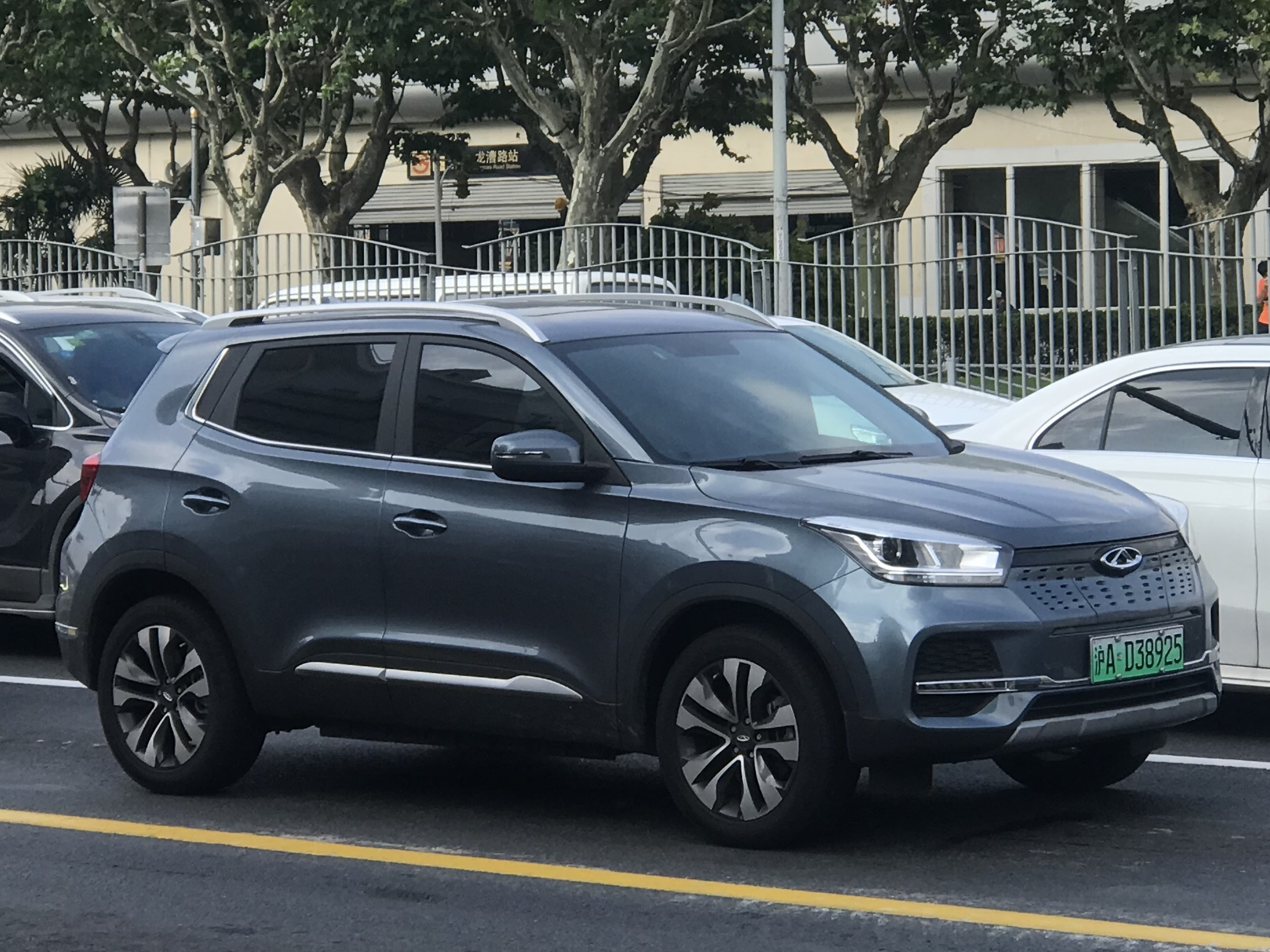
Tiggo 7
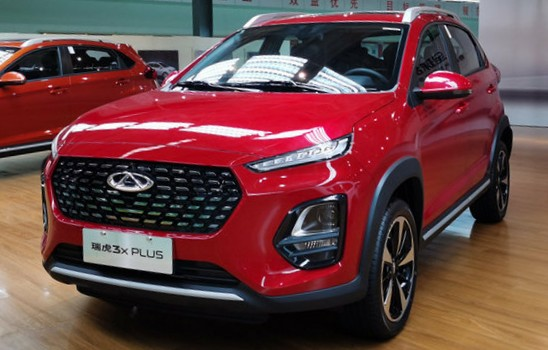
Tiggo 7 Plus
- Tiggo 5X
- Tiggo 5X 超级英雄版
- Tiggo 3
- Tiggo 3X
- Tiggo 3X Plus
- Tiggo 3Xe
- Tiggo e

- Tiggo 8 PHEV
- Tiggo 7
- Tiggo 5X
- Tiggo 5E
- Tiggo 3X Plus

### arrizo（艾瑞泽）

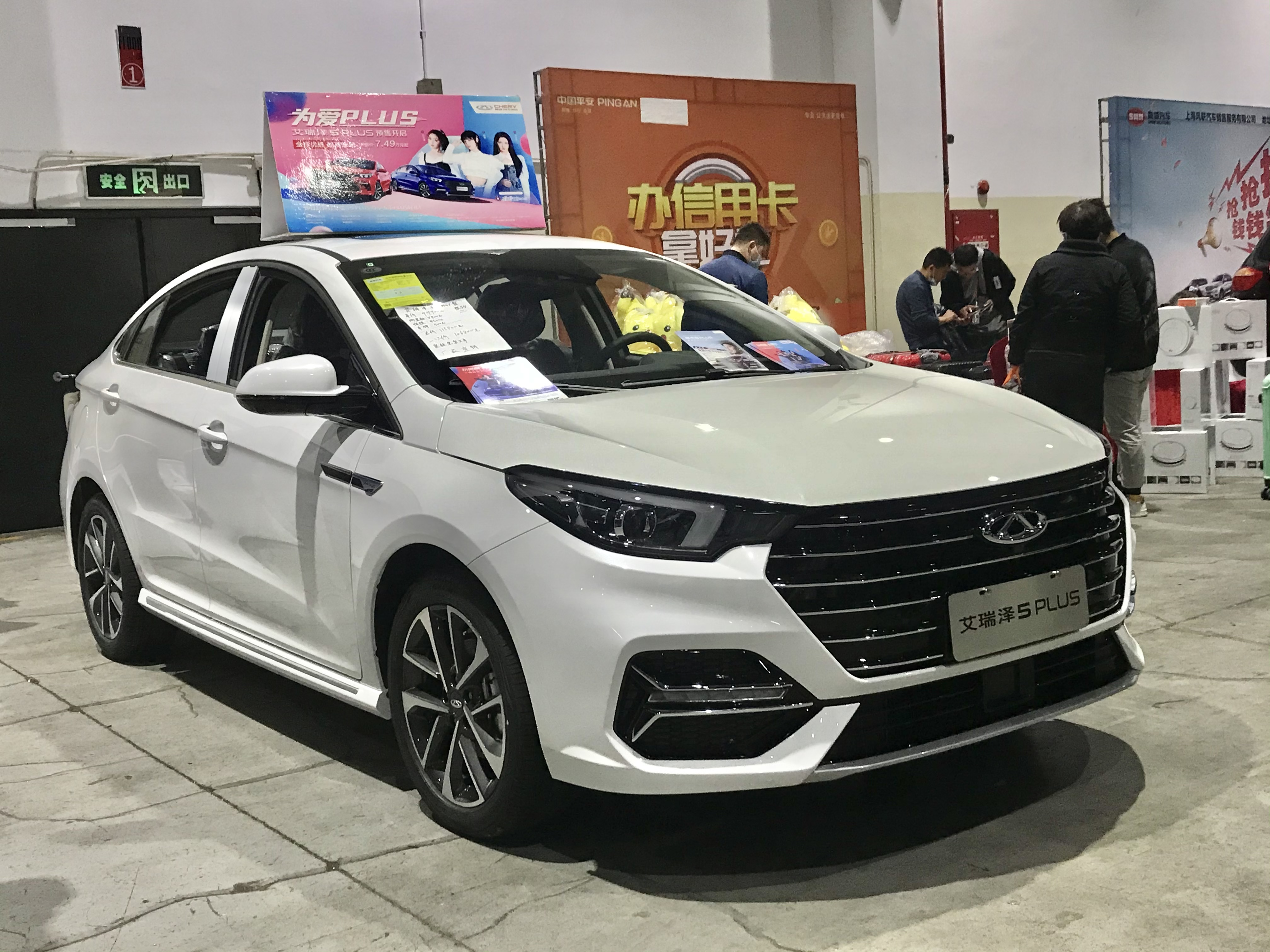
Arrizo 5 Pro
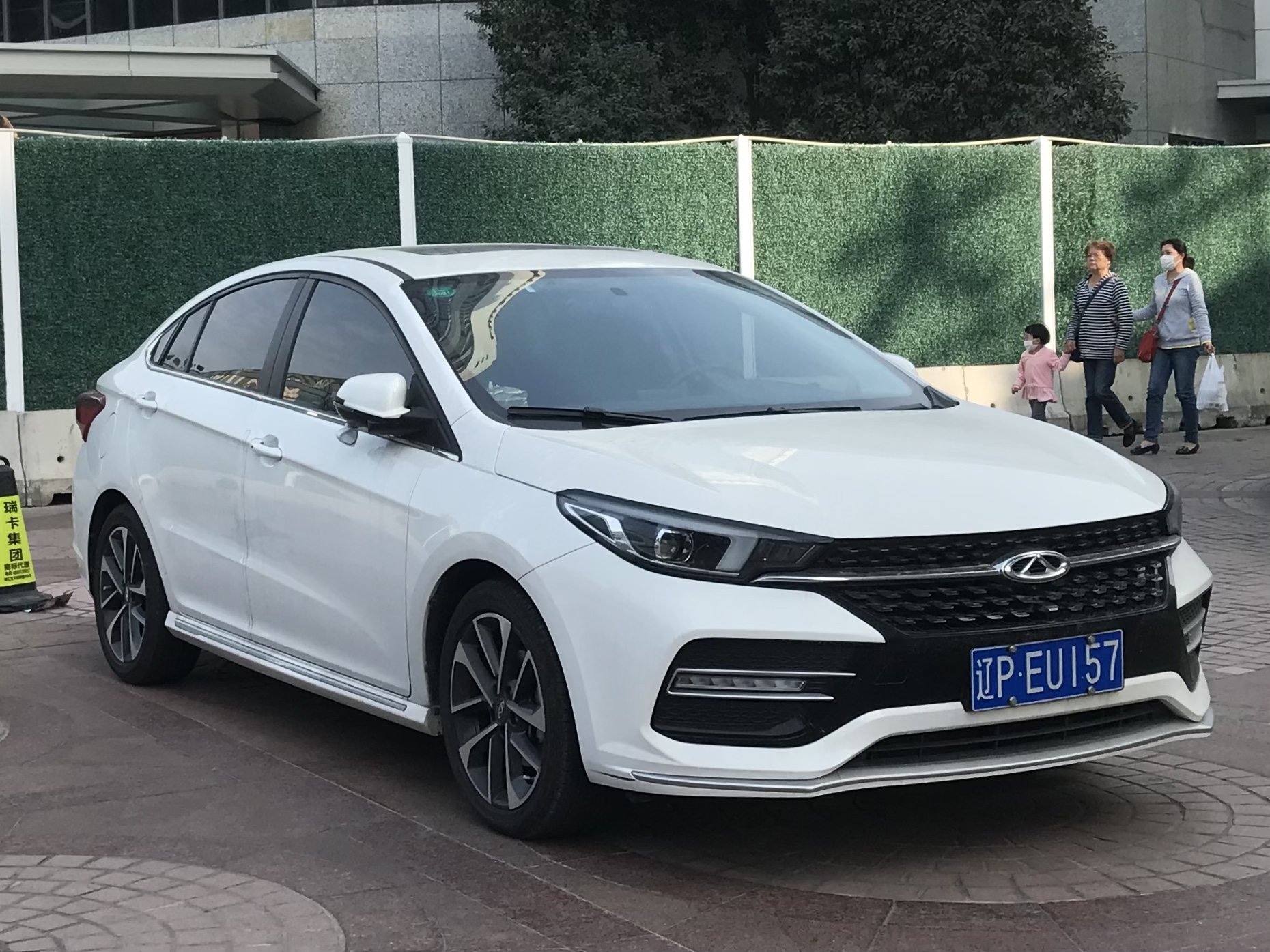
Arrizo 5 Plus
- Arrizo GX
- Arrizo e

- Arrizo 5 Plus
- Arrizo GX

### eQ
- eQ5
- eQ2
- eQ1
- eQ

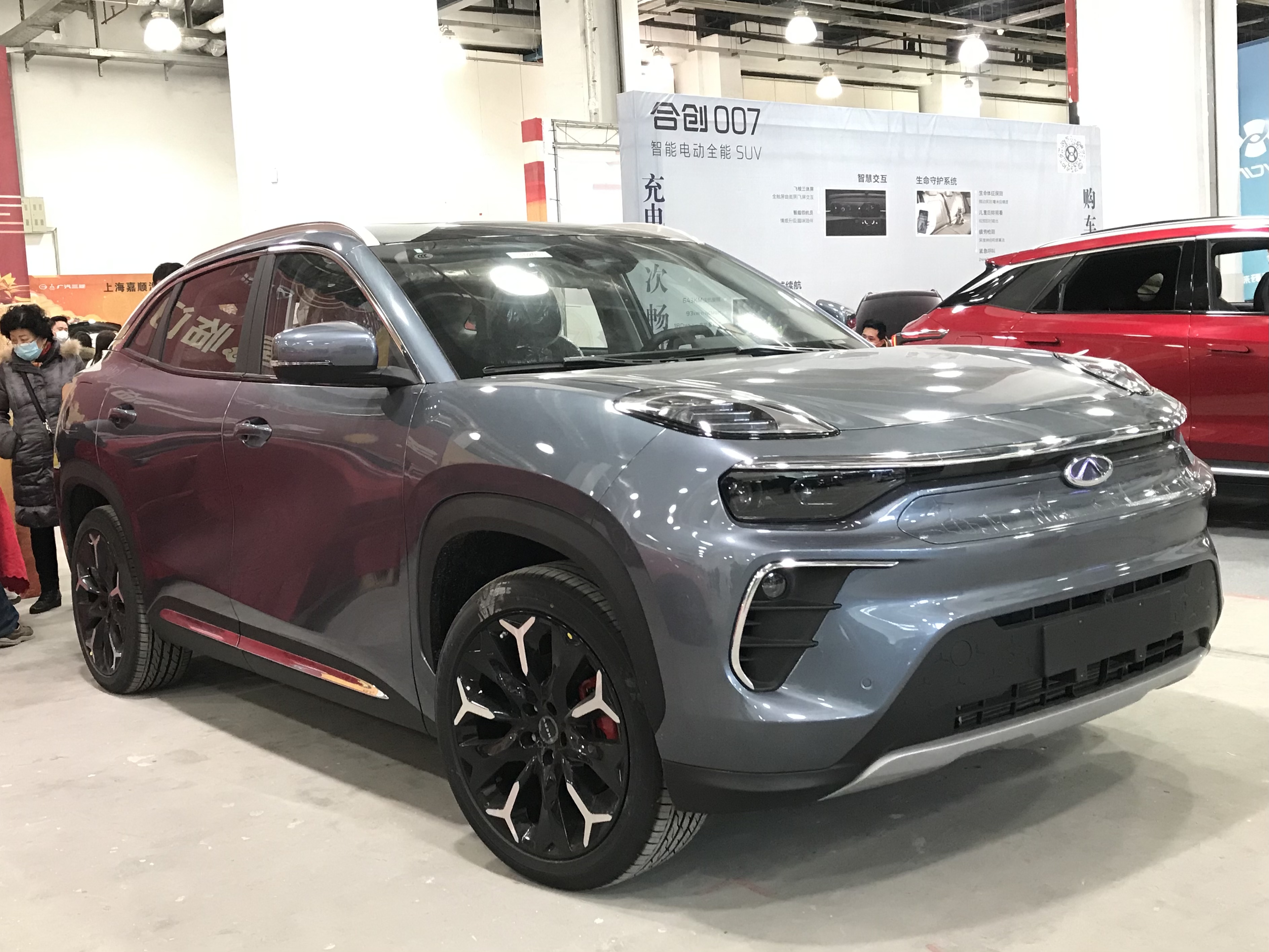
eQ5（前面）
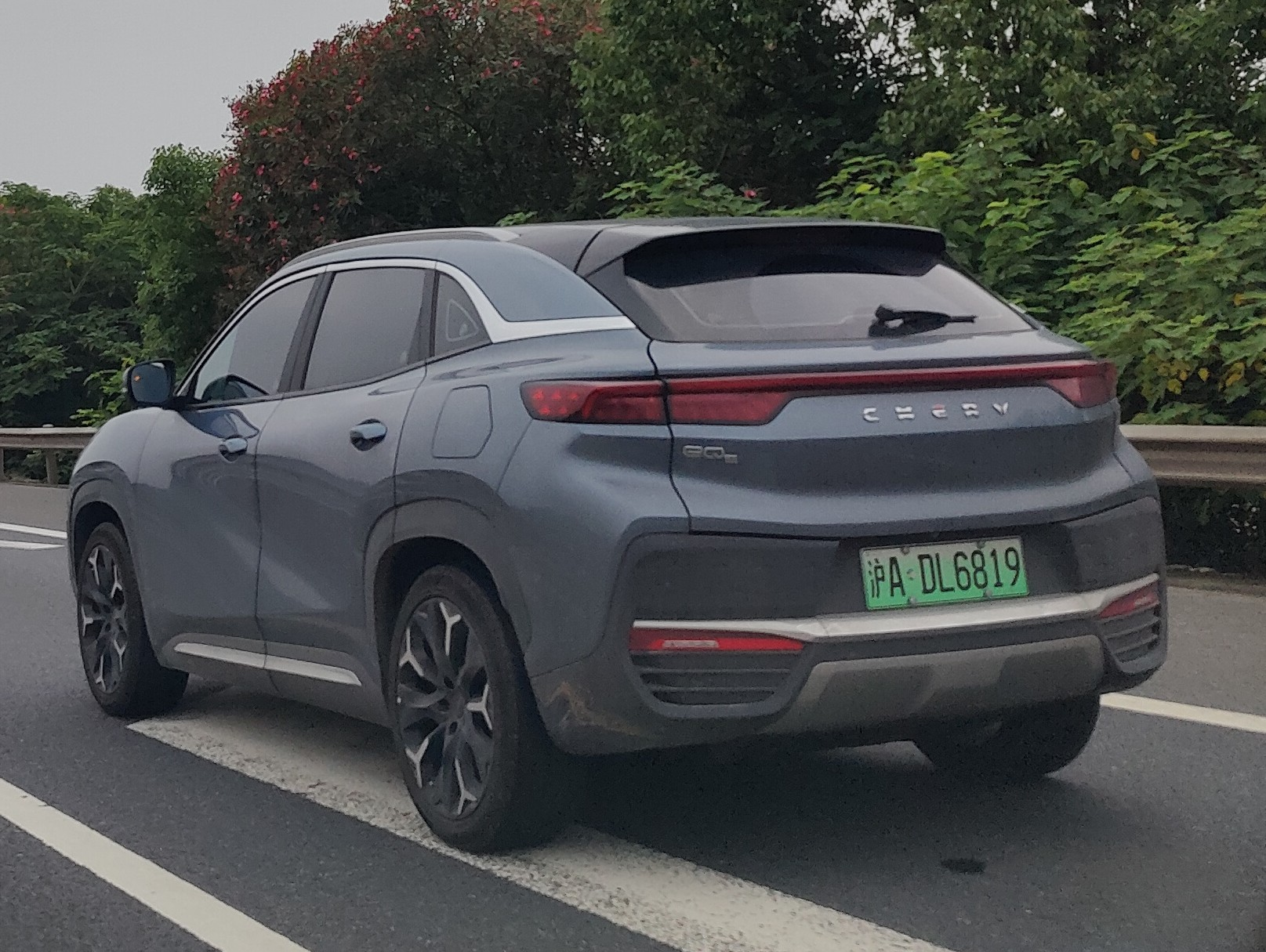
eQ5（後面）
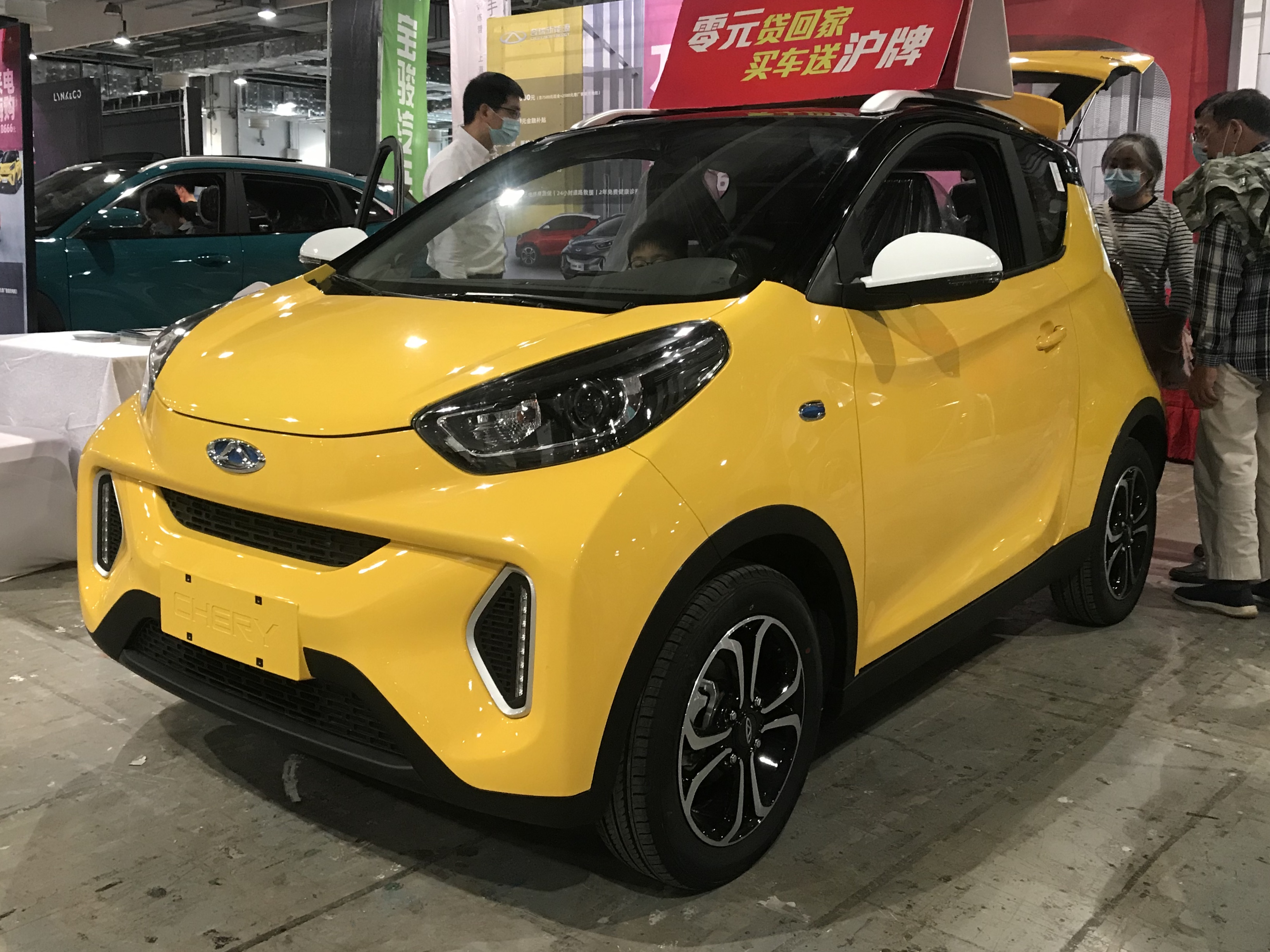
eQ1（前面）
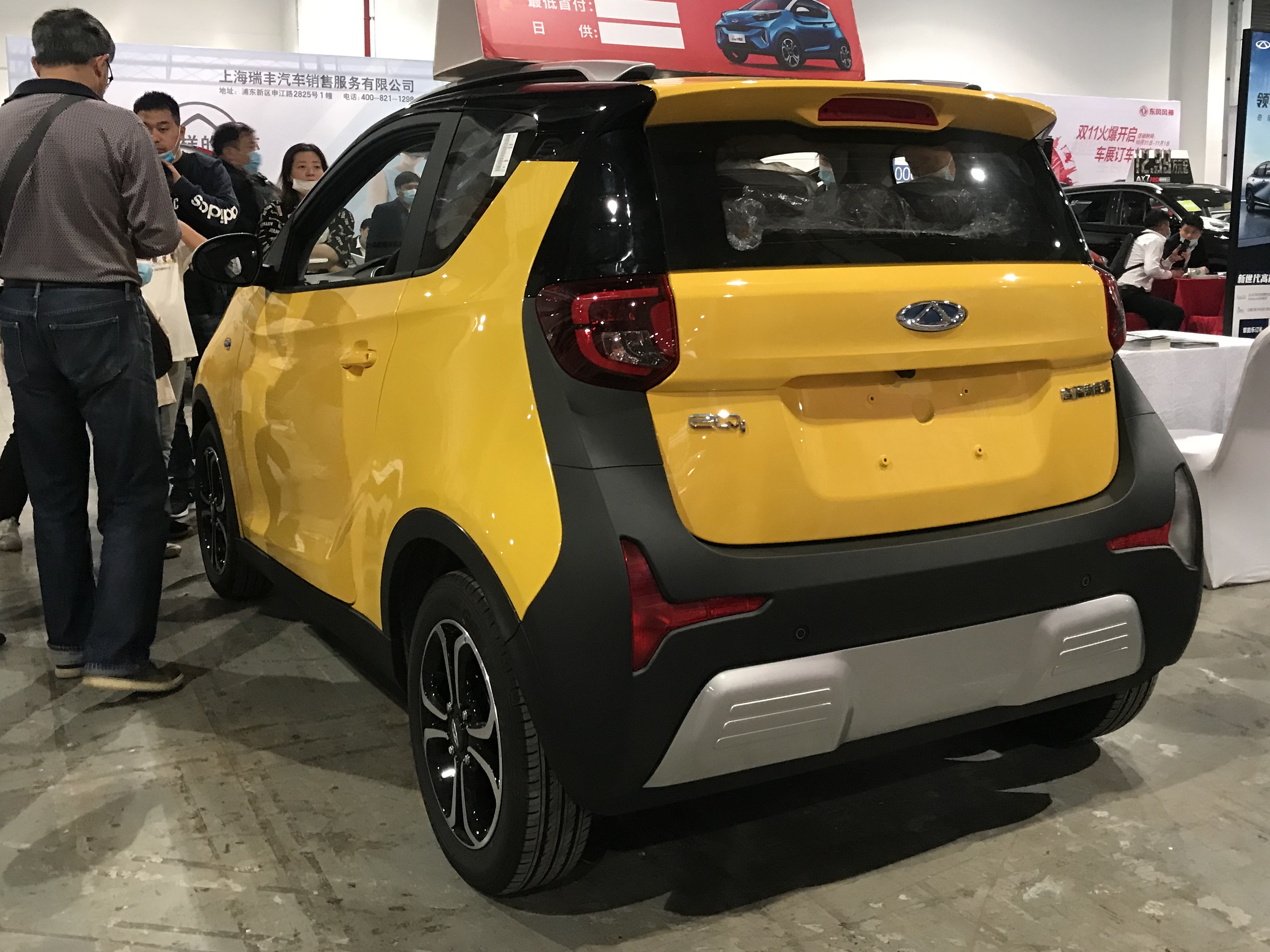
eQ1（後面）
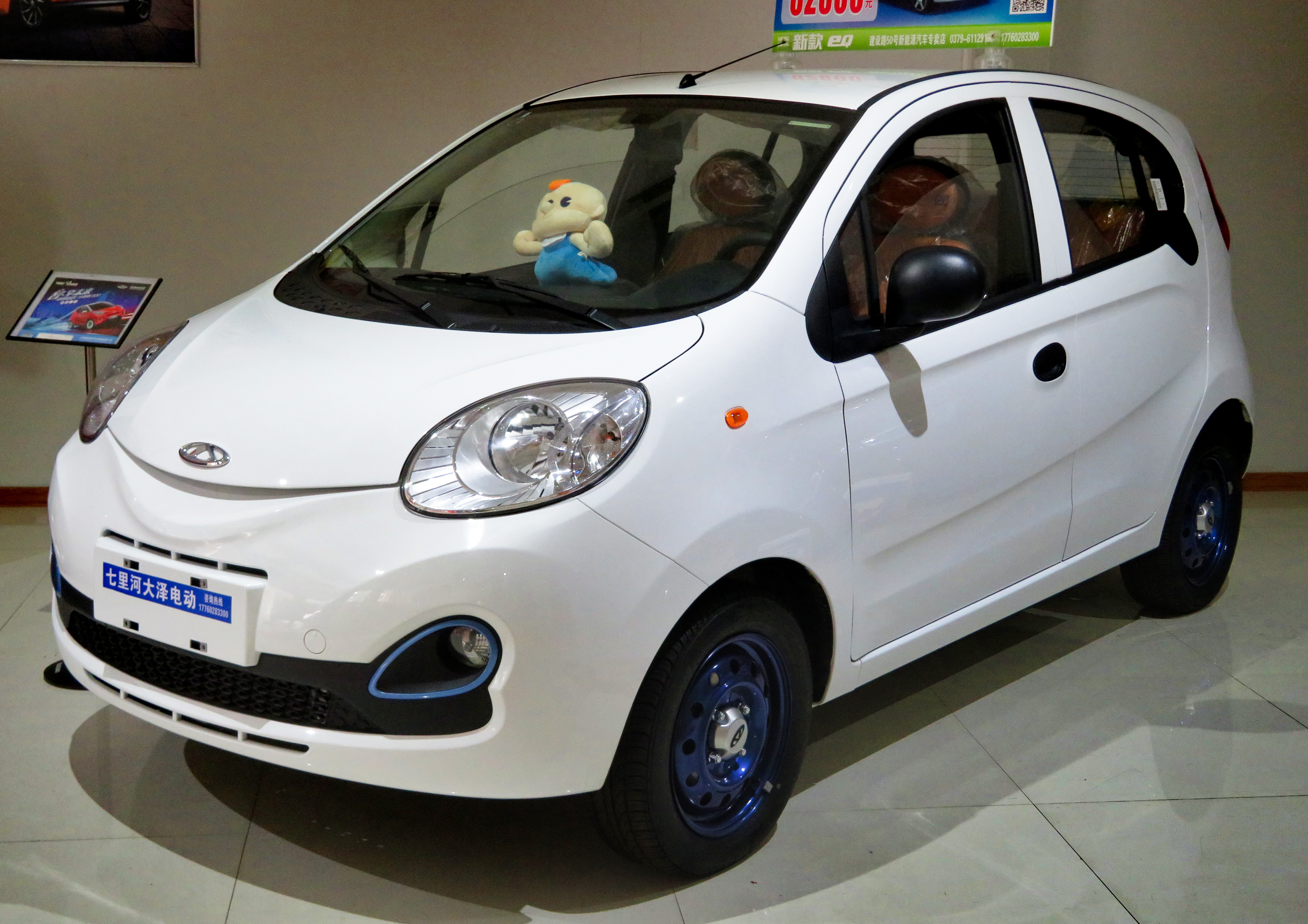
eQ

## 合弁事業
奇瑞はジャガーランドローバー、イスラエル・コーポレーションと自動車生産の合弁事業を展開している他、アメリカの自動車部品会社Arvin Meritor、ジョンソンコントロールズ、PPGインダストリーズとも合弁事業を展開している。
クオロス（Qoros Auto Co., Ltd.）
- 奇瑞にとって初めての外国資本との自動車生産における合弁事業。2013年初めを目処に完全新開発のセダンの販売を始めるとされた。なお正式社名は2011年11月にQoros Auto Co., Ltd.と改名された。

奇瑞ジャガーランドローバー（Chery Jaguar Land Rover Automotive Company Ltd.）
- 2012年3月、インドのタタ・モーターズの子会社でイギリスに本社を置く「ジャガーランドローバー」と、中国国内でジャガー車及びランドローバー車を生産・販売する合弁事業契約を締結した。2014年、江蘇省常熟市に工場が完成した。ジャガーランドローバーにとっては海外初の生産拠点[12]である。

## 関連事項
- 安徽省 - 胡錦濤の出身地でもある。
- DRモーター・カンパニー - イタリアでチェリー車をノックダウン生産しているメーカー。
- オフェル・ブラザーズ・グループ - 最大株主イダン・オフェール（Idan Ofer）兄弟の会社。
- ベタープレイス